# راي أوكاموتو
راي أوكاموتو (بالإنجليزية: Rai Okamoto) هو مهندس معماري أمريكي، ولد في 21 يوليو 1927 في فيلادلفيا في الولايات المتحدة، وتوفي في 27 يوليو 1993 في سان فرانسيسكو في الولايات المتحدة.